# Distretto di Brėst
Il distretto di Brest (in bielorusso Брэсцкі раён?) è un distretto (rajon) della Bielorussia appartenente alla regione di Brėst con 39 426 abitanti al censimento del 2009